# Jean-Louis de Fromentières
Pour les articles homonymes, voir Fromentières.
Jean-Louis de Fromentières, né le 30 octobre 1632 à Saint-Denis-de-Gastines (province du Maine en France) ou Paris et mort le 18 décembre 1684 à Aire-sur-l'Adour (Landes) est un ecclésiastique prélat français principalement connu pour ses sermons et ses talents d'orateur. Il est évêque d'Aire du 12 juin 1673 à sa mort.

## Biographie
Jean-Louis de Fromentières naît le 30 octobre 1632 à Saint-Denis-de-Gastines, dans le Maine, ou à Paris. Il est issu d'une famille noble mainiote datant au moins du XVe siècle et originaire de la ville de Fromentières; il compte parmi ses ancêtres de nombreux écuyers, chevaliers et petits seigneurs.
Le jeune Fromentières commence sa formation au Mans, puis la termine à Paris. Ses parents le destinent à entrer dans l'ordre de Saint-Jean de Jérusalem, auquel sa naissance lui donnait des droits ; mais il décide de s'orienter vers la prêtrise. 
Il entre en 1648 au séminaire des Oratoriens de Saint-Magloire, sous les auspices du père Jean-François Senault. Docteur en théologie, il devient théologal au Mans. Il n'a que dix-huit ans lorsqu'il prononce son premier sermon. En 1666, Il prononce l'oraison funèbre d'Anne d'Autriche. Les succès qu'il obtint ensuite dans les principales chaires de Paris lui font prêcher à la cour du roi l'avent de 1672 et le carême de 1680. Bossuet, Bourdaloue, Fléchier, sont alors les modèles classiques dans ce genre d'éloquence. Les sermons de Fromentières célèbrent le roi Louis XIV en le dépeignant comme un monarque idéal. Toutefois, lorsqu'il prêche devant le roi, il est beaucoup plus réservé, en raison des adultères du roi avec ses maîtresses, qui entrent en contradiction directe avec la morale chrétienne. 
Fromentières Il fait partie des Oratoriens, un ordre en fort recul à Paris face aux Jésuites. 
Il est nommé à l'évêché d'Aire en 1673. Il ramène plusieurs calvinistes au sein de l'Église catholique, convertit un gentilhomme depuis longtemps connu pour ses crimes[réf. nécessaire]. Il parvient également à faire abolir les combats de taureaux, qu'il juge être un reste de paganisme. Il est chargé en 1674 de haranguer la duchesse de la Vallière, lorsqu'elle prend le voile aux Carmélites, et fait à l'occasion deux sermons : « l'un sur la parabole de la brebis égarée, l'autre sur la grâce qui arrache une âme à la "Babylone de la cour" ».  
Fromentières, sentant approcher sa mort avant d'avoir eu le temps de revoir ses discours, interdit qu'on les imprime après son décès[réf. nécessaire]. Il meurt en 1684. 
Ses écrits sont néanmoins publiés l'année même de sa mort (1684), en 6 volumes in-12, et réimprimés en 4 volumes in-8°, Paris, 1689 et 1690 : on y trouve des oraisons funèbres, des panégyriques et des sermons.

## Publications
1. Oraison funèbre d'Anne d'Autriche, Infante d'Espagne, Reine de France et mère du Roi, prononcée dans l'église des Martyrs à Montmartre le 6 mars 1666 Paris, S. Mabre-Cramoisy, 1666. In-4 ̊, VIII-48 p., fig.
2. Discours sur la réparation du sacrilège commis le 3 août 1670 dans l'église de Paris contre le Très-Saint-Sacrement de l'autel, prononcé dans l'église des Cordeliers de Pontoise du mesme mois...  Paris, A. Vitré impr., 1670, in-4 ̊, 30 p.
3. Oraison funèbre de messire Hardouin de Péréfixe de Beaumont, archevêque de Paris, prononcée dans l'église de Paris, le 7 février 1671. Paris : F. Léonard, 1671, in-4°, 67 p., fig. et portr.
4. Oraison funèbre de M. de Lionne, prononcée dans l'église de Saint-Roch de Paris, par M. l'abbé de Fromentière (″sic″), le... 8 octobre 1671 (s. l. n. d.), in-4 ̊ , 33 p.
5. Prise d'habit de Madame La Valière. Par Monsieur F***. [S. l.] 1675, 57 p. ; in-16[12].
6. Sermons de Messire Jean-Louis de Fromentières,... (publiés par Hilarion de Fromentières) Paris : J. Couterot et L. Guérin, 1688-1689, 3 vol. in-8 ̊ , portr. Paris : J. Couterot, 1692. 2e éd. 3 vol. in-8 ̊ , portr. Paris : N. Couterot, 1700
7. Œuvres meslées de Messire Jean Louis de Fromentières,... sur plusieurs oraisons funèbres et d'autres matières morales. Paris : J. Couterot et Louis Guérin, 1690, in-8 ̊ , pièces limin., 527 p., 1695 in-8°, Lyon : A. Briasson,[1710, in-12, pièces limin., 446 p.
8. Carême de messire Jean Loüis de Fromentières,... Paris : J. Couterot et L. Guérin, 1690, 1696, L. Guérin, 1696, J. Couterot, 1699, in-8 ̊ .

Ses Œuvres complètes se trouvent dans la Collection intégrale et universelle des orateurs sacrés du premier et du second ordre..., Tomes VIII et IX de l'abbé Jacques-Paul Migne, Petit-Montrouge, Impr. catholique, 1844.

#### Sources secondaires centrées
- [Lahargou 1892] Paul Lahargou, Messire Jean Louis de Fromentières, évêque & seigneur d'Aire, prédicateur ordinaire du roi, 1632-1684 : étude biographique & critique, Bordeaux, V. Retaux, 1892, 350 p. (lire en ligne)

#### Autres sources secondaires
- [Brajeux 1830] Sermons choisis de Lingendes, Castillon, et Fromentières, Paris, Brajeux, 1830, 327 p. (lire en ligne), « Notice sur Fromentières », p. 279-282
- [Migne 1844] Jacques-Paul Migne, Collection intégrale et universelle des orateurs sacrés, t. VIII, Paris, Petit-Montrouce, 1844, 1334 p. (lire en ligne), « Vie de Fromentières », p. 9
- [Hauréau 1845] Jean-Barthélemy Hauréau, Histoire littéraire du Maine, vol. 3, Le Mans, Lanier, 1845, 458 p. (lire en ligne), p. 397-401
- [Hurel 1872] Augustin-Jean Hurel, Les Orateurs sacrés à la cour de Louis XIV, Paris, Didier, 1872, 351 p. (lire en ligne), « Jean-Louis de Fromentières », p. 131-144
- [Cazauran 1886] Jean-Marie Cazauran, Pouillé du diocèse d'Aire, Paris, Maisonneuve, 1886, 164 p. (lire en ligne), « Fromentières (de) », p. 46
- [Degert 1907] Antoine Degert, Revue de Gascogne, Société historique de Gascogne, 1907, 572 p. (lire en ligne), « Jean-Louis de Fromentières », p. 41-43